# Floresta Fóssil de Teresina
A Floresta Fóssil de Teresina é um sítio paleontológico localizado nas margens do Rio Poti, na área urbana de Teresina, Piauí, com madeira fossilizada do período Permiano (aprox. 280-270 milhões de anos atrás). Destaca-se por possuir vários troncos petrificados em posição de crescimento, e por ser o único sítio paleontológico dentro de uma capital brasileira.

## Histórico
Foi descoberta no ano de 1909 pelo geólogo Miguel Arrojado Lisboa. Estudos posteriores foram realizados, revelando a presença de vários troncos em posição de vida e de uma espécie nova para a ciência. O sítio paleontológico foi transformado em Parque Municipal no dia 8 de janeiro de 1993 e tombado pelo Ministério de Cultura no 25 de outubro de 2010.

## Fósseis

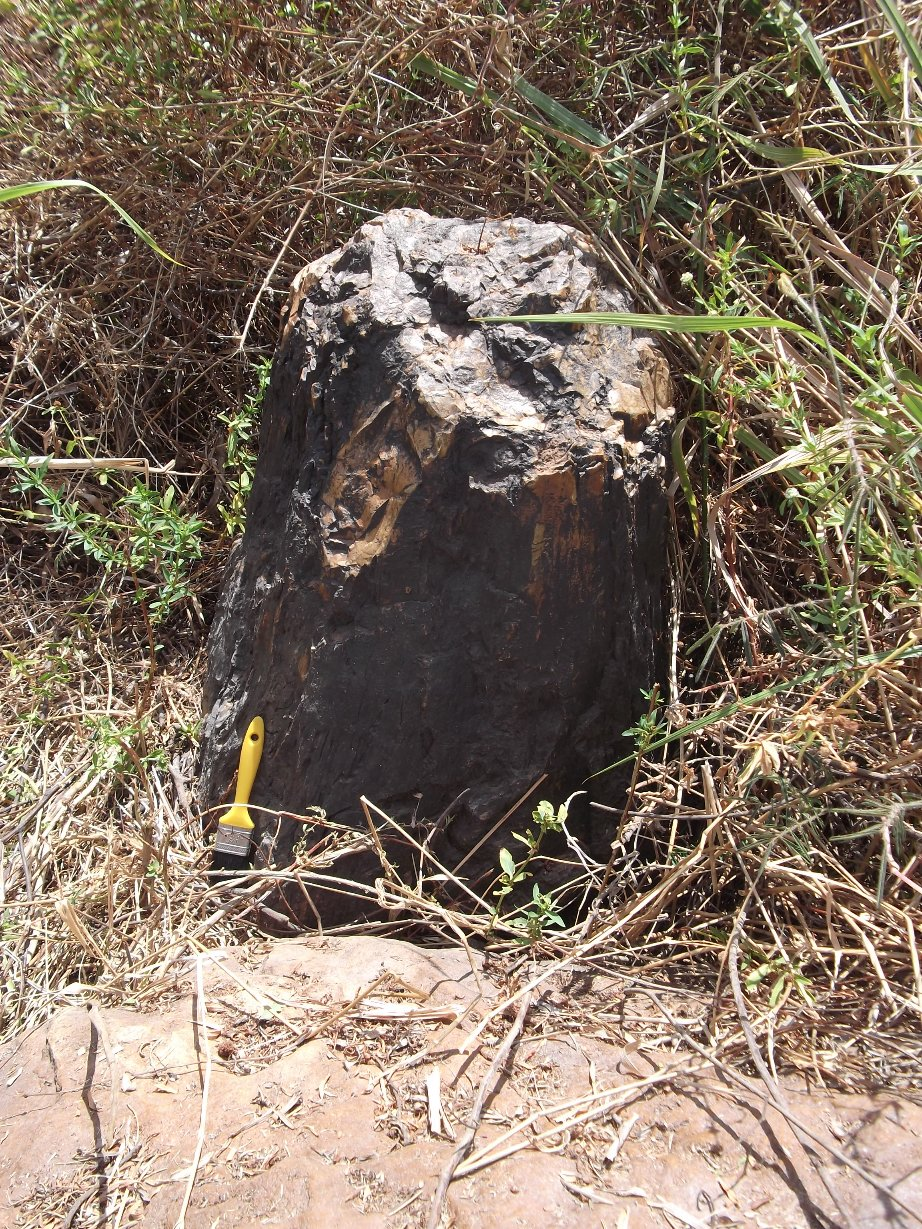
Gimnosperma em posição de vida na Floresta Fóssil de Teresina.

As plantas fósseis predominantes são as gimnospermas e em menor número, as pteridófitas. As espécies reconhecidas são Psaronius sp. e Teresinoxylon eusebioi. Muitas plantas são encontradas em posição vertical, ou seja, em posição de vida ou de crescimento, o que significa que se tornaram fósseis no lugar exato em que viveram. A preservação dos fósseis deu-se através da incorporação de sílica, um processo conhecido como silicificação. Recentemente, foram reportados também estromatólitos.

## Geologia e Idade
A Floresta Fóssil de Teresina constitui um afloramento rochoso da Formação Pedra de Fogo, sendo parte da Bacia Sedimentar do Parnaíba. Esta formação é caracterizada pela presença abundante de oólitos e sílex. A presença da samambaia Psaronius sp., a qual tem sido também encontrada na Alemanha e em outras regiões do supercontinente da Pangéia, tem permitido a atribuição de uma idade permiana à Formação Pedra de Fogo através da correlação bioestratigráfica.

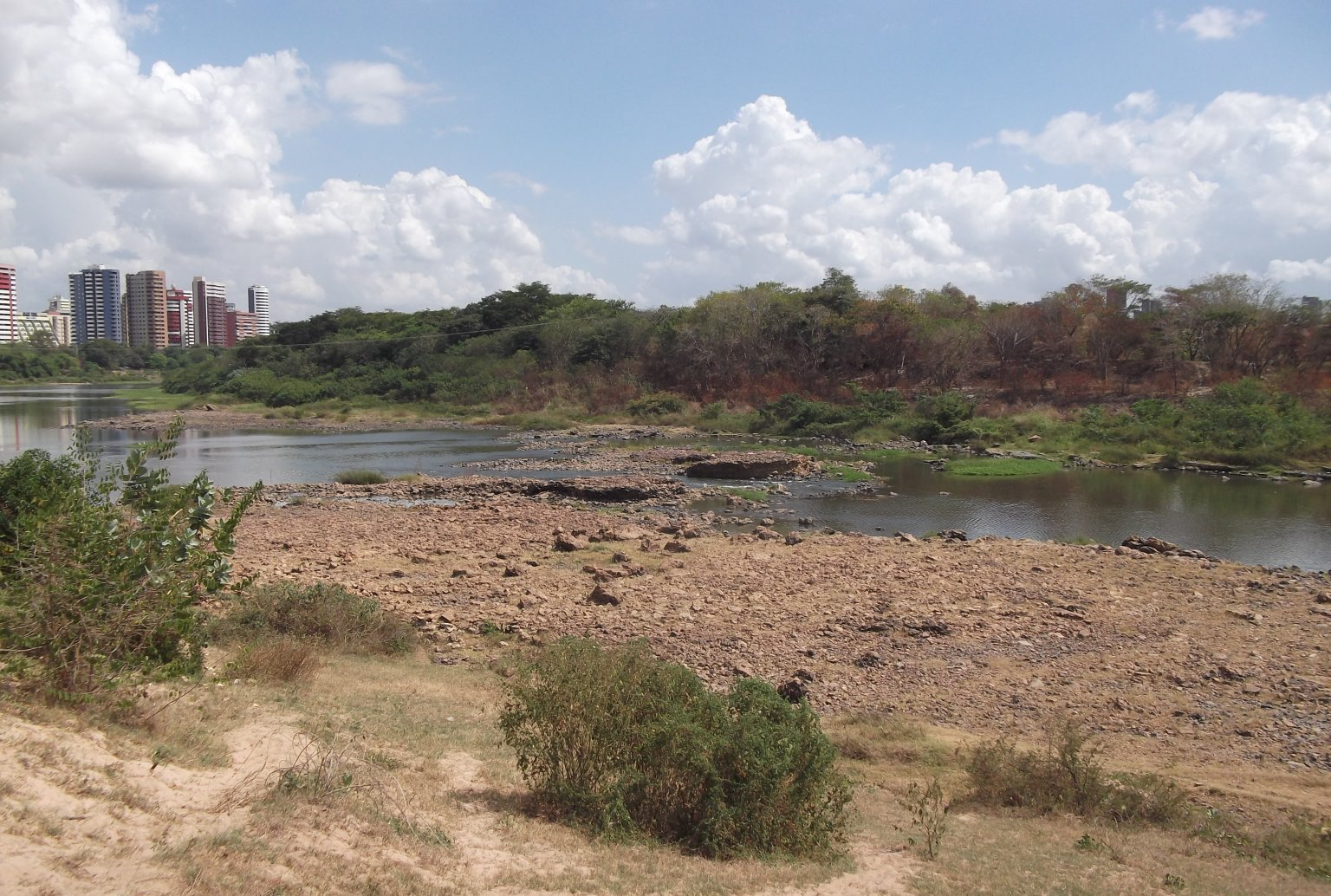
Tronco fóssil em Teresina

## Importância
A Floresta Fóssil de Teresina destaca-se por possuir vários troncos em posição de vida. Embora são conhecidas outras ocorrências de troncos fósseis em várias regiões da Bacia Sedimentar do Parnaíba, só em Teresina têm sido encontrados troncos em posição de vida. O achado de plantas fósseis em posição de crescimento é muito importante por aportar informações valiosas para interpretar o ambiente e a ecologia de épocas passadas. Esta floresta fóssil destaca-se também por constituir o único sítio paleontológico do Brasil localizado dentro de uma capital, representando assim um curioso exemplo de fósseis num contexto urbano.

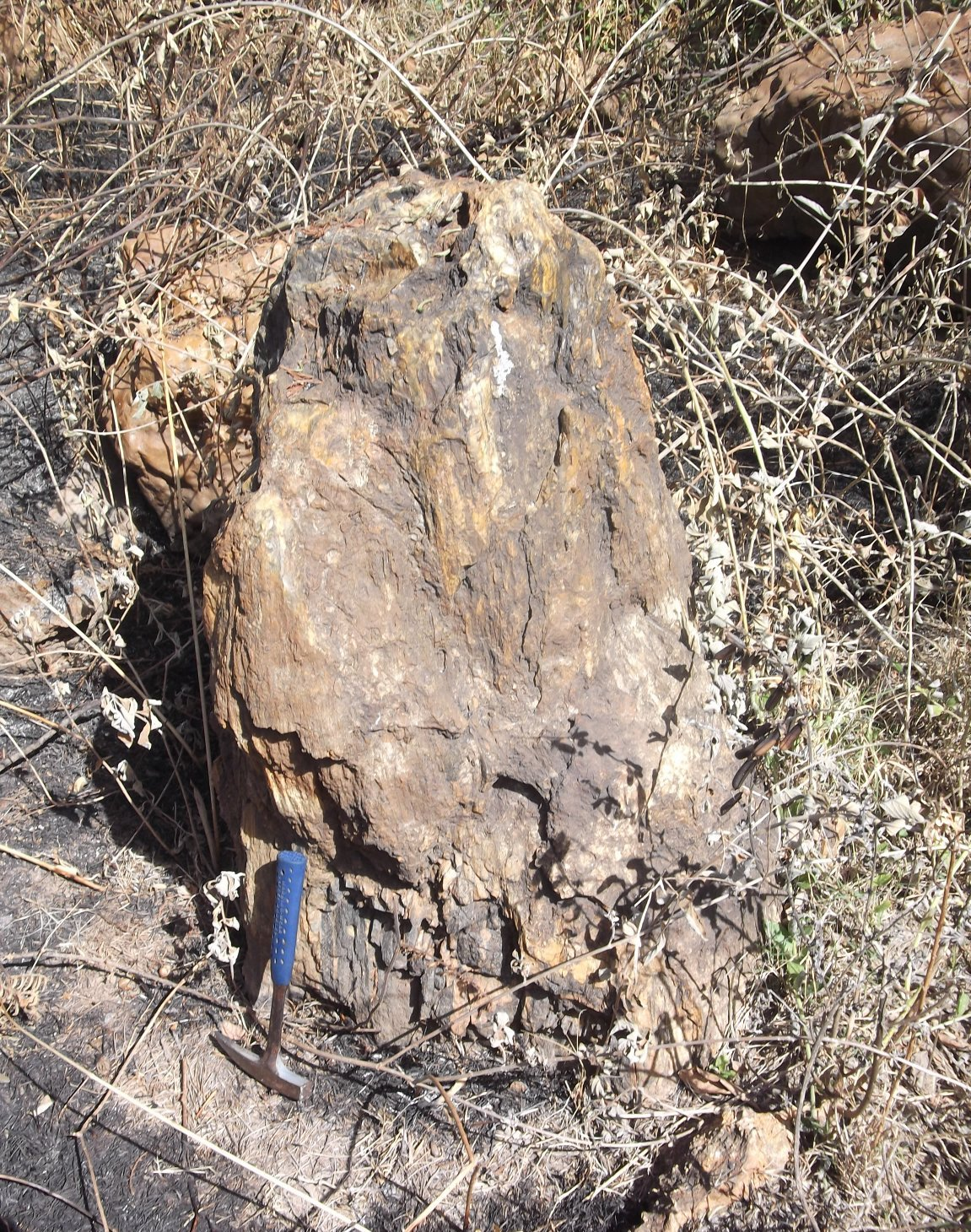
Gimnosperma em posição de vida na Floresta Fóssil de Teresina.

## Proteção do sítio e visitação
Embora protegida por lei, a Floresta Fóssil de Teresina encontra-se ameaçada por diversas ações humanas, tais como frequentes incêndios, lançamento de esgoto, pichação, e outros tipos de depredação. A Floresta Fóssil de Teresina não dispõe de vigilância, nem de guias, informação ou infraestrutura para receber visitantes. Em fevereiro de 2020, a Prefeitura Municipal de Teresina anunciou o começo das obras de infraestrutura do Parque Floresta Fóssil e do futuro Museu de Paleontologia no local.